# Даяк, Мано
Мано Даяк (фр. Mano Dayak; 1950 или 1949, Тиден, Агадес — 15 декабря 1995, Аир, Агадес) — повстанческий туарегский деятель из Нигера. Один из лидеров Туарегского восстания (1990—1995).

## Биография
Родился в долине Тиден, к северу от Агадеса, принадлежит к племени ифогас с плато Аир. В возрасте 10 лет пошёл на учёбу во французскую школу для кочевников. Затем продолжил образование в колледже Агадеса, прежде чем отправиться на работу в Ниамей. В возрасте 20 лет переехал жить в Соединённые Штаты Америки, где продолжил учёбу в Нью-Йорке и Индианаполисе. В 1973 году уехал в Париж, где изучал передовые технологические исследования культурной и социальной антропологии берберского мира. Женился на француженке Одиллии, и у них родилось два сына: Маули и Мадани.
Вернувшись в Нигер, работал гидом в пустыне во французском туристическом агентстве. Затем основал собственное туристическое агентство «Temet Voyages», которое стало самым крупным в Агадесе, и, таким образом, внёс значительный вклад в развитие туризма в регионе. Также участвовал в организации «Ралли Париж-Дакар», сблизился с Тьерри Сабином и с режиссёром фильма «Под покровом небес» Бернардо Бертолуччи.
Как лидер «Фронта освобождения Темуста», отделившегося от «Фронта освобождения Аира и Азавака», а затем как лидер «Координационного вооружённого сопротивления», являлся одним из основных командиров туарегов во время восстания 1990-х годов, наряду с лидером «Фронта освобождения Северного Нигера» Аттахером Абдулмомином, Риссой Аг Булой и Мохамедом Анако из Союза вооружённых сил сопротивления.
15 декабря 1995 года с целью переговоров должен был встретиться с президентом Нигера Махаманом Усманом и сел в самолёт, зафрахтованный французским правительственным чиновником, в компании с французским журналистом Юбером Ласье и двумя другими лидерами повстанцев-туарегов: Хамедом Ахмедом аг Халу и Яхахой Вилли Вилом. По словам очевидцев, сразу после взлёта самолёт загорелся, а затем разбился. Все находившиеся на борту пассажиры погибли.

## Память
- Аэропорт Агадеса был переименован в Международный аэропорт имени Мано Даяка.
- Музыкальная группа «Tinariwen» посвятила ему одну из своих песен.